# Свети Атанасий (Долно Перово)
Вижте пояснителната страница за други значения на Свети Атанасий.
„Свети Атанасий“ или „Свети Атанас“ (на македонска литературна норма: „Свети Атанасиј“, „Свети Атанасие“) е църква в село Долно Перово, Преспа, част от Преспанско-Пелагонийската епархия на Македонската православна църква – Охридска архиепископия.

## Местоположение
Църквата е гробищна и е разположена на 300 m югоизточно от селото, до устието на Дърменската река.

## История
В 1845 година руският славист Виктор Григорович посещава селото и пише в „Очерк путешествия по Европейской Турции“:
| „ | В Перово, българско село, открих стара църква, посветена на Свети Атанасий, в която лежаха неупотребявани 20 ръкописни и 2 старопечатни славянски книги. | “ |

Настоящият храм е изграден в 1867 година (заедно със „Свети Никола“ в Райца) според надписа на кръгъл камък, вграден в западния дял на църквата.
От 1900 до 1993 година е обновен плафонът на църквата, сменен е покривът на трема и е изградена камбанария.